# Fuchs (Raubtier)

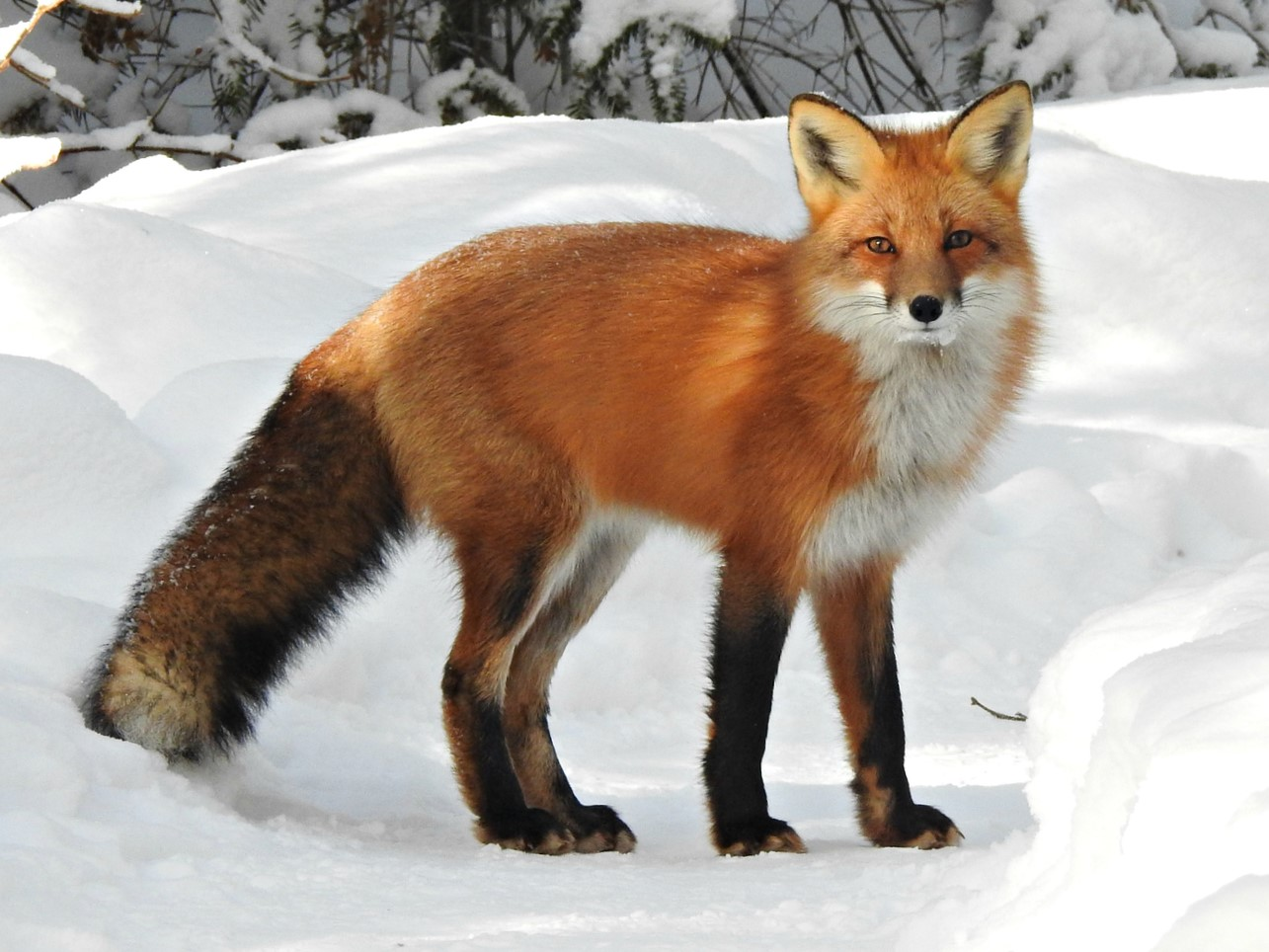
Rotfuchs

Ein Fuchs ist ein Vertreter der Familie der Hunde (Canidae). Im deutschen Sprachgebrauch ist damit meistens der Rotfuchs gemeint, allgemeiner die Gattungsgruppe der Echten Füchse. 

## Etymologie
Das Wort Fuchs hat seinen Ursprung in der mittelhochdeutschen Bezeichnung vuhs für den männlichen Rotfuchs (Canis vulpes). Gleichbedeutend sind die verwandten Vokabeln fuhs (Althochdeutsch), vos (Niederländisch) und fox (Englisch). Die weibliche Form des Wortes wandelte sich von althochdeutsch voha zu mittelhochdeutsch vohe, gotisch faúho und altisländisch foa. Auch das Wort Fähe, das in der Jäger- und Biologensprache für weibliche Rotfüchse im Speziellen und für weibliche Caniden im Allgemeinen steht, hat seinen Ursprung in der althochdeutschen weiblichen Form.

## Arten
Die Gesamtheit der trivial als „Füchse“ bezeichneten Arten ist keine geschlossene Abstammungsgemeinschaft (Klade), sondern eine Gruppe von mehr oder weniger eng verwandten Arten und Gattungen der Hunde, die sich durch konvergente Evolution äußerlich mehr oder weniger stark ähneln (Polyphylie). Die Gemeinsamkeiten all dieser Taxa erschöpfen sich jedoch in einem eher kleinen Wuchs und einem buschigen Schwanz. Viele, insbesondere tropische Vertreter zeichnen sich darüber hinaus durch relativ große Ohren aus. Traditionell finden sich als „Füchse“ bezeichnete Arten in zwei Gattungsgruppen der Familie der Hunde: den echten Füchsen (Vulpini) und ihrer Schwestergruppe, den echten Hunden (Canini).
Nach aktuellen, auf DNA-Vergleichen beruhenden Verwandtschaftsanalysen sind diese traditionell ausgehaltenen Gattungsgruppen ebenfalls keine geschlossenen Abstammungsgemeinschaften. Stattdessen verteilen sich die „Füchse“ auf drei Kladen: eine Graufuchs-Klade, eine Rotfuchs-Klade und eine Klade mit ausschließlich südamerikanischen Wildhunden.

## „Füchse“ innerhalb der Abstammungsgruppen der Hunde

### Graufüchse

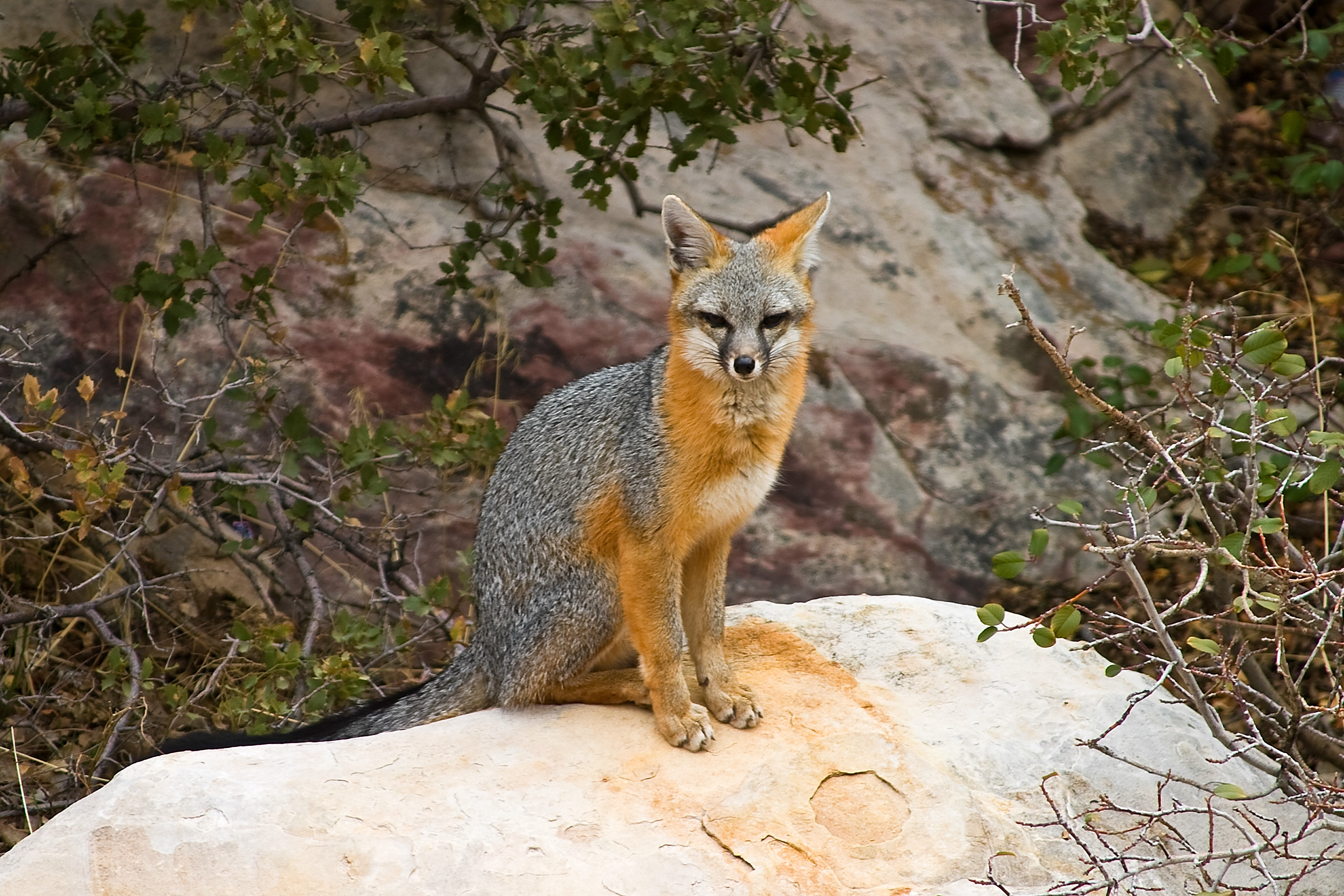
Graufuchs

Die einzigen beiden Arten in der Graufuchs-Klade sind der Graufuchs (Urocyon cinereoargenteus) und der Insel-Graufuchs (Urocyon littoralis). Beide sind auf Nordamerika beschränkt. Die Graufuchs-Klade ist die Schwestergruppe aller übrigen Hunde.

### Rotfuchs-Klade

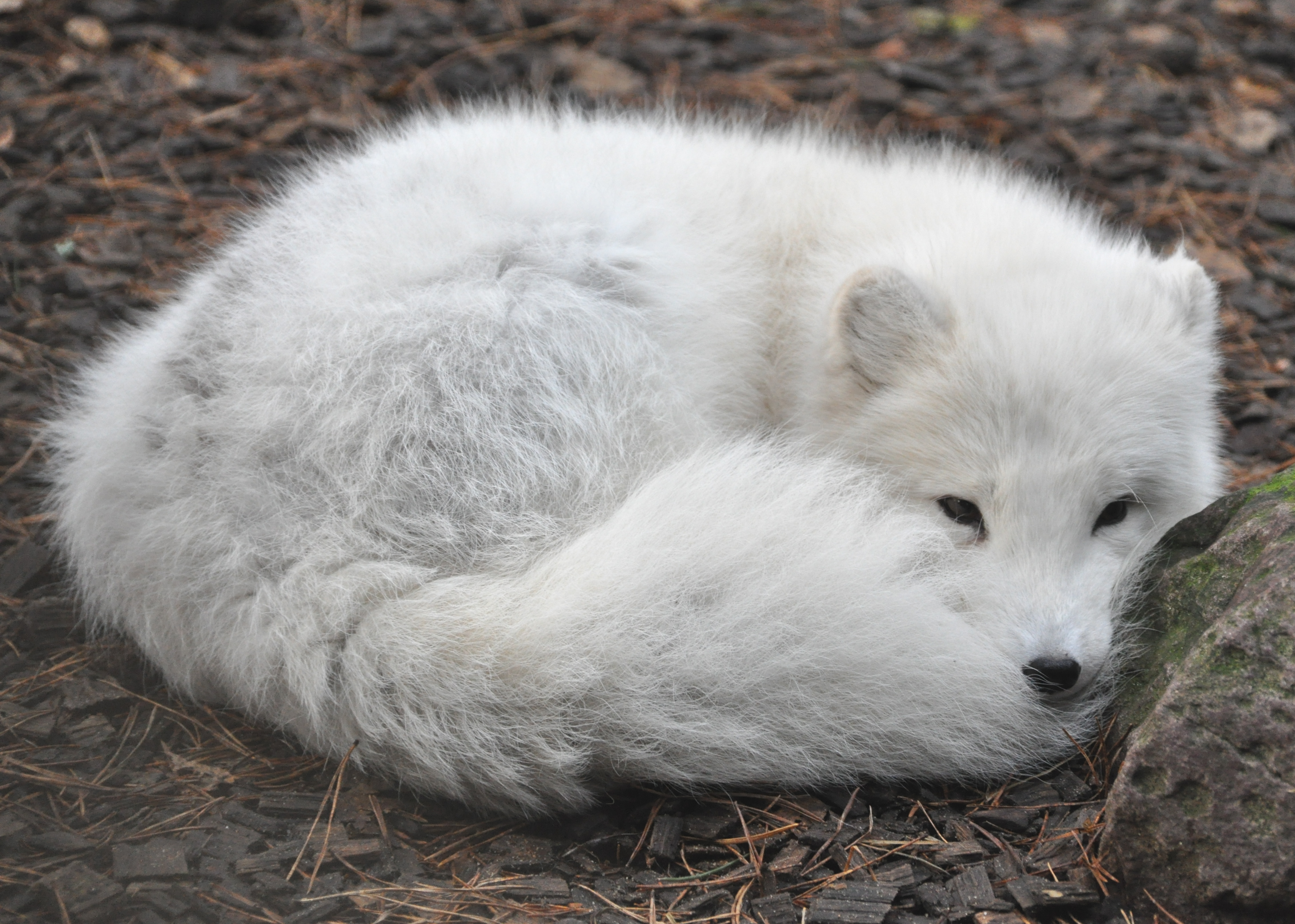
Polarfuchs

Die Rotfuchs-Klade enthält altweltliche und nordamerikanische Vertreter, darunter
- Vulpes, mit u. a.
  - Fennek oder Wüstenfuchs (Vulpes zerda)
  - Kitfuchs (Vulpes macrotis)
  - Polarfuchs (Vulpes lagopus, vormals auch als Alopex lagopus geführt)
  - Rotfuchs (Vulpes vulpes)
- Großohrfuchs (Otocyon megalotis), im Deutschen jedoch meist Löffelhund genannt

Die Rotfuchs-Klade ist die Schwestergruppe einer gemeinsamen Klade aus Wolf, Kojote, Schakalen etc. und den südamerikanischen Wildhunden. Das bedeutet, dass der Rotfuchs enger mit dem Wolf verwandt ist als mit dem Graufuchs.

### Südamerika-Klade

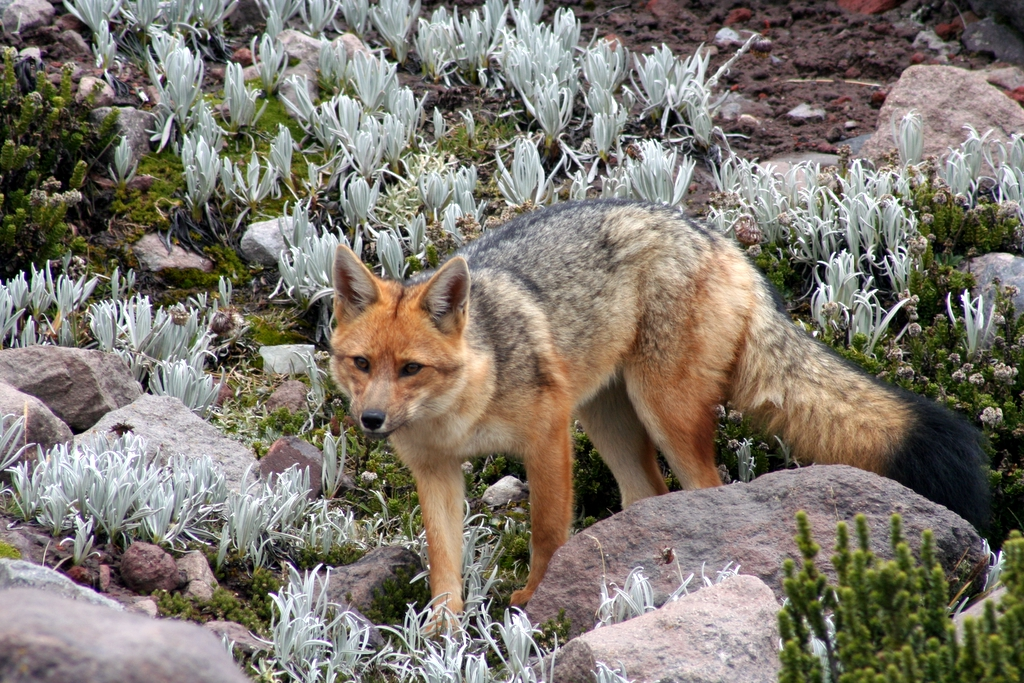
Andenfuchs

Diese Gruppe beinhaltet ausschließlich in Südamerika beheimatete Vertreter, u. a. den
- Andenschakal (Lycalopex culpaeus), u. a. auch Andenfuchs genannt
- † Falklandfuchs (Dusicyon australis)
- Argentinischen Kampfuchs (Pseudalopex griseus)
- Pampasfuchs (Pseudalopex gymnocercus)
- Sechurafuchs (Pseudalopex sechurae)
- Brasilianischen Kampfuchs (Pseudalopex vetulus)
- Kurzohrfuchs (Atelocyon microtis)

Die Südamerika-Klade (Cerdocyonina) ist die Schwestergruppe einer Klade, die den Wolf (Canis lupus) und seine engsten Verwandten umfasst (Canina). Das bedeutet, dass die südamerikanischen „Füchse“ enger mit dem Wolf verwandt sind als mit dem europäischen Rotfuchs. Die Wolfs-Klade enthält keine Arten mit „-fuchs“ als Trivialnamensbestandteil.